# Hamdallaye (Niger)
Hamdallaye  est une localité et une commune rurale du Niger, du département de Kollo et de la région de Tillaberi.

## Géographie
La commune s'étend au nord-est de la capitale Niamey, la localité de Hamdallaye est située sur la route nationale 25 à 32 km à l'est de la capitale Niamey (RN 1).
| Simiri             | Simiri     | Tondikandia, Tagazar |
| Karma              | Hamdallaye | Diantchandou         |
| Liboré, Niamey III | N'Dounga   | Kouré                |

## Histoire
La commune rurale est instaurée en 2002, elle est issue du canton de Hamdallaye.

## Population
Lors du recensement général de 2012, la population communale est relevée à 57 002 habitants, dont 6 153 habitants pour la localité chef-lieu. La commune est peuplée par les éthnies Bella, Fulbé, Haoussa et Gourmantché.

## Villages fetotoboki
La commune s'étend sur 54 villages, 28 hameaux et 1 point d'eau. 

## Services et infrastructures
La commune abrite les services suivants :
- Collège d'enseignement général (CEG) à Hamdallaye.
- Centre de Formation aux Métiers (CFM) à Hamdallaye.
- Centre de Santé Intégré (CSI) à Hamdallaye et Tondigameye.

## Économie
L’agriculture pluviale est pratiquée sur le territoire communal, le mil et le sorgho sont cultivés pour l'autosuffisance.